# Nychioptera accola
Nychioptera accola là một loài bướm đêm trong họ Erebidae.